# Storbritanniens kommunistiska parti

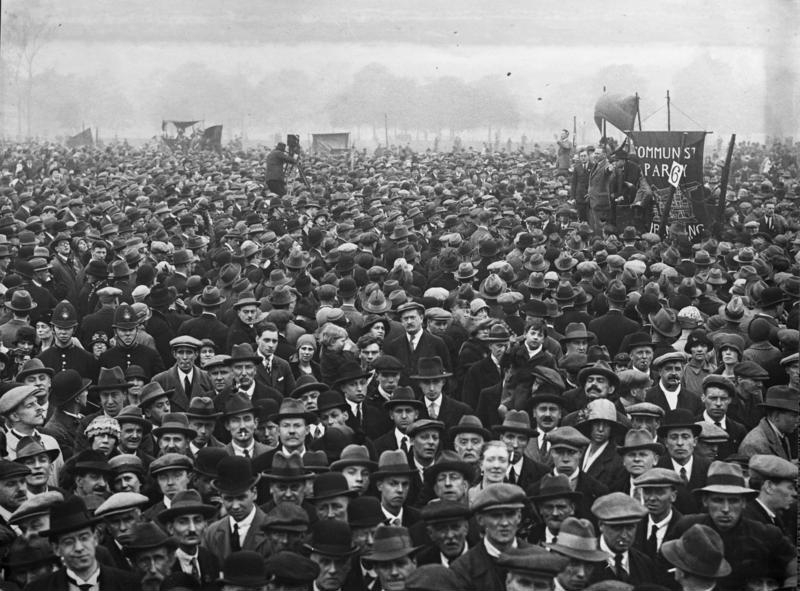
Storbritanniens kommunistiska partis första maj-demonstration i Hyde Park i London 1930.

Storbritanniens kommunistiska parti (engelska: Communist Party of Great Britain), förkortat CPGB, var ett kommunistiskt parti i Storbritannien grundat 1920 och upplöst 1991.
CPGB grundades genom en sammanslagning av flera mindre kommunistiska organisationer. Partiet var från bildandet anslutet till Komintern och det starkaste kommunistiska partiet i Storbritannien under 1900-talet; det växte dock aldrig till en massorganisation likt Franska kommunistpartiet (PCF) eller Italienska kommunistpartiet (PCI). Trots detta utövade CPGB tidvis ett stort inflytande över den brittiska fackföreningsrörelsen, och var bland annat den drivande kraften bakom generalstrejken i Storbritannien 1926. Under 1930-talet hade partiet också en aktiv roll inom den antifascistiska rörelsen i Storbritannien; man lyckades vid upprepade tillfällen hindra British Union of Fascists från att demonstrera, bland annat under slaget vid Cable Street i London 1930. Flera intellektuella var även medlemmar i partiet, däribland Maurice Dobb, Christopher Hill och Eric Hobsbawm.
Höjden av sin popularitet nådde CPGB omedelbart efter andra världskriget; partiet hade då omkring 60 000 medlemmar, och vid parlamentsvalet 1945 fick man två ledamöter i det brittiska underhuset. Vid parlamentsvalet 1950 gick CPGB dock miste om båda sina platser i underhuset, och i samband med Ungernrevolten 1956 förlorade partiet omkring 7 000 medlemmar. 1970- och 1980-talen präglades av interna strider mellan marxist–leninistiska och eurokommunistiska falanger, vilket kulminerade i CPGB:s upplösning i samband med Sovjetunionens fall 1991; majoriteten av den marxist–leninistiska falangen hade dock brutit sig ur partiet och bildat Communist Party of Britain (CPB) redan 1988. Ur skärvorna av partiet har ett flertal kommunistiska samt reformistiskt socialistiska organisationer bildats. CPGB:s gamla dagstidning, Morning Star, ges fortfarande ut och har kopplingar till ovan nämnda CPB.
Rajani Palme Dutt, som var medgrundare av partiet och dess generalsekreterare 1939–1941, var kusin till Sveriges före detta statsminister Olof Palme.

## Generalsekreterare

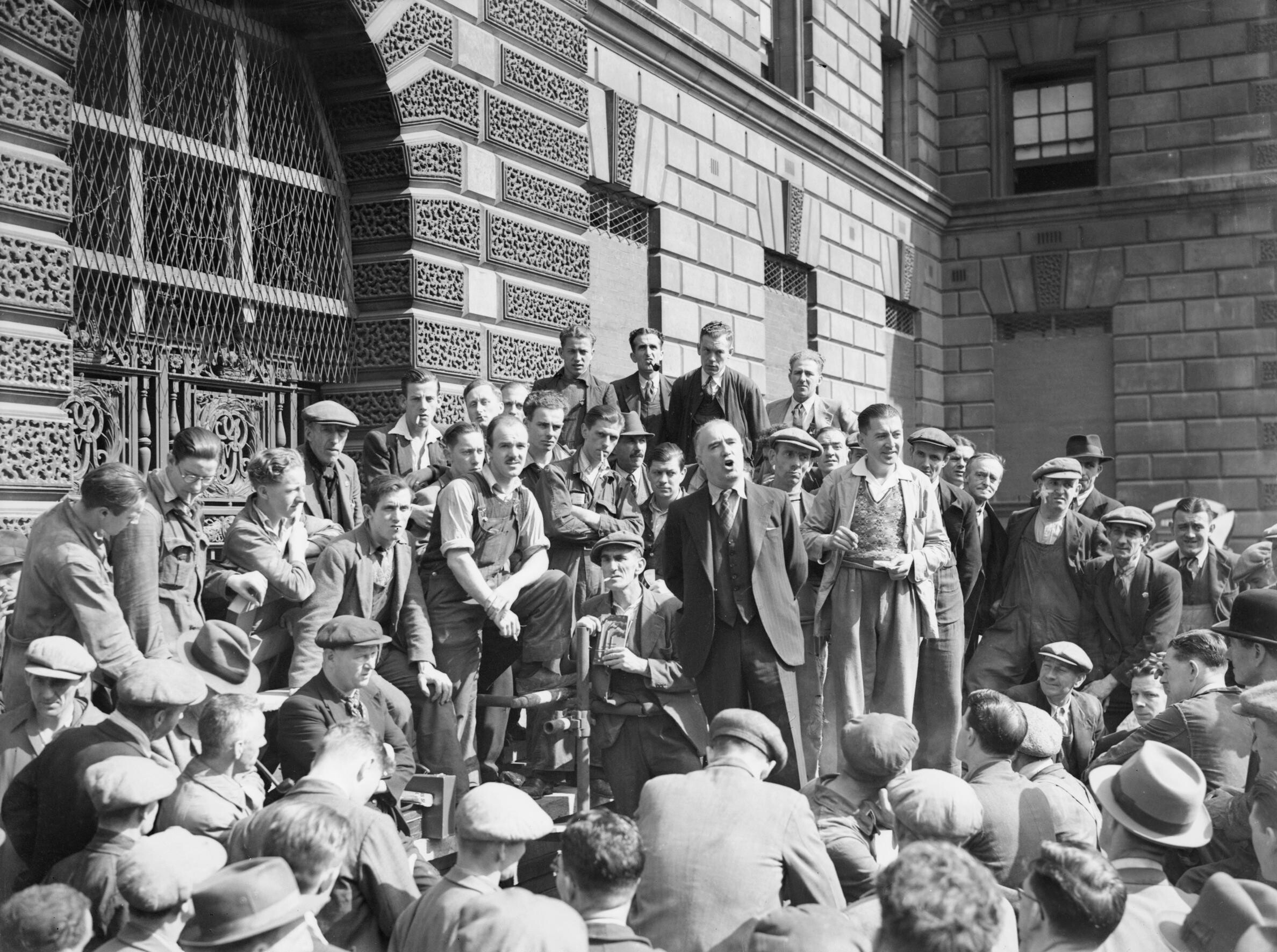
Harry Pollitt, partiets generalsekreterare 1929–1939 och 1941–1956, talar till arbetare i Whitehall i London 1941.

- 1920–1928: Albert Inkpin
- 1929: John Ross Campbell
- 1929–1939: Harry Pollitt
- 1931–1941: Rajani Palme Dutt
- 1941–1956: Harry Pollitt
- 1956–1975: John Gollan
- 1975–1990: Gordon McLennan
- 1990–1991: Nina Temple

## Storlek
Antal medlemmarDatum010000200003000040000500006000019201924-111931-101942-121975-06Party membershipMedlemmar i Storbritanniens kommunistiska parti.tab